# Rosenemil
Rosenemil, auch Rosen-Emil geschrieben, ist ein deutscher Spielfilm aus dem Jahre 1993 von Radu Gabrea mit Werner Stocker in der Titelrolle als Mann zwischen zwei Frauen, gespielt von Dana Vávrová und Dominique Sanda. Er war Stockers letzter Auftritt in einem Kinofilm. Der Geschichte liegt der gleichnamige Roman (1935) von Georg Hermann zugrunde.

## Handlung
Berlin um die Jahrhundertwende. Der junge Kleinganove, ehemalige Turner und notorische Herzensbrecher Emil hat, wie man so sagt, einen Schlag bei Frauen. In seinem Hauptberuf – er veräußert Groschenromane auf der Prachtstraße Unter den Linden – läuft es für ihn weitaus schlechter. Während die Verkäufe eher schleppend verlaufen, hat er heute bereits zwei „Eroberungen“ getätigt: die alternde, aber sehr elegante Prostituierte Brillanten-Bertha, die ihren Namen ihrem schmuckbehangenen Dekolletee verdankt, und die brave und auf den ersten Blick recht scheue Polen-Lissy. Doch ganz so brav und scheu ist Lissy nun auch wieder nicht; sie führt eine ziemlich spitze Zunge und weist den Berliner Westentaschencasanova gern mit einem frechen Spruch in seine Schranken. Auch Lissy bessert ihren Lebensunterhalt auf, indem sie mit Freiern ins Bett geht.
Doch anders als die welkende Kollegin Bertha ist Lissy noch recht gut im Geschäft, jedoch lediglich im armseligen Gossen-Milieu, das man aus zahlreichen Zeichnungen Heinrich Zilles kennt. Emil jedenfalls ist ganz verrückt nach Lissy und kauft ihr als Ausdruck seiner Zuneigung eine Rose. Dies ist auch der Beginn einer Geschäftsbeziehung, denn bald steigt „Rosen-Emil“, wie er nunmehr heißt, zu ihrem „Beschützer“ und Zuhälter auf. Einem privaten Glück der beiden steht jedoch Emils notorische Untreue entgegen, denn auch Brillanten-Bertha ist der Schürzenjäger nicht abgeneigt. Von ihr verspricht er sich jedoch keine Romanze, sondern vielmehr sozialen Aufstieg und ökonomische Vorteile. Der in Verbrecherkreise geratene Rosen-Emil erkennt nach dem Erwachen aus einem Alptraum, dass er auf dem Holzweg ist, und kehrt zu seiner Lissy zurück, doch da ist es zu spät: Das Schicksal schlägt gnadenlos zu, und Lissy stirbt in den Armen Emils.

## Produktionsnotizen
Rosenemil entstand 1992 als deutsche Produktion in Zusammenarbeit mit Produktionsfirmen in Rumänien und der Schweiz sowie mit dem ZDF. Der Film wurde am 19. August 1993 erstmals in Deutschland gezeigt, die Fernsehpremiere erfolgte am 2. März 1997 im ZDF.
Die Filmproduktion kostete 13 Millionen DM (rund 6,6 Mio. €).
Felix Hock übernahm die Herstellungsleitung, die Ausstattung besorgte Florin Gabrea.

## Kritiken
Der Film wurde von der Kritik durchwachsen bis schlecht aufgenommen. Nachfolgend drei Beispiele:
Im Lexikon des Internationalen Films heißt es: „Außergewöhnlich sorgfältig ausgestatteter, aber inhaltlich belangloser, miserabel nachsynchronisierter filmischer "Groschenroman".“

„… ein Bild des Bauchs der Berliner Gesellschaft, als diese Stadt begann, ihre Muskeln als Metropole spielen zu lassen. Das gleiche Milieu diente Bertolt Brecht als Hintergrund für die „Dreigroschenoper“ ...“